# Rebévelier
Rebévelier (toponimo francese) è un comune svizzero di 42 abitanti del Canton Berna, nella regione del Giura Bernese (circondario del Giura Bernese).

## Storia
Appartenente al distretto di Delémont fino al 1976, fu in seguito integrato in quello di Moutier (dal 2010 confluito nel circondario del Giura Bernese) a causa della decisione della popolazione di rimanere nel Canton Berna, quando il distretto di Delémont entrò nel neocostituito Canton Giura.

## Società

### Evoluzione demografica
L'evoluzione demografica è riportata nella seguente tabella:
Abitanti censiti

## Amministrazione
Dal 1853 al 2004 comune politico e comune patriziale sono stati uniti nella forma del commune mixte.